# 진도여객
진도여객(珍島旅客)은 전라남도 진도군의 농어촌버스 회사이며, 본사는 전라남도 진도군 진도읍 남문길 5 (남동리)에 있다.

## 역사
1954년 1월 27일에 설립되었으며, 진도군의 농어촌버스 회사 중 가장 오래된 업체이다.

## 운행 노선

### 농어촌버스
진도읍내 순환버스
- 진도 ~ 쉬미 ~ 소포
- 진도 ~ 전두 ~ 한의

군내면 방면
- 진도 ~ 녹진 ~ 우수영
- 진도 ~ 녹진 ~ 신기
- 진도 ~ 덕병 ~ 용인

고군면 방면
- 진도 ~ 가계 ~ 회동
- 진도 ~ 벽파 ~ 연동
- 진도 ~ 내동 ~ 원포

의신면 방면
- 진도 ~ 사천 ~ 쌍계사
- 진도 ~ 도목 ~ 원두
- 진도 ~ 금갑 ~ 접도
- 진도 ~ 송군 ~ 회동

임회면 방면
- 진도 ~ 십일시 ~ 소포
- 진도 ~ 팽목 ~ 서망

지산면 방면
- 진도 ~ 탑립 ~ 강계
- 진도 ~ 지도 ~ 봉상
- 진도 ~ 송호 ~ 동구
- 진도 ~ 가학 ~ 마세